# 大叶铁线莲
大叶铁线莲（学名：Clematis heracleifolia），为毛茛科铁线莲属下的一个植物种。